# Bhagavadgītā II: Sāṅkhya-yogaḥ

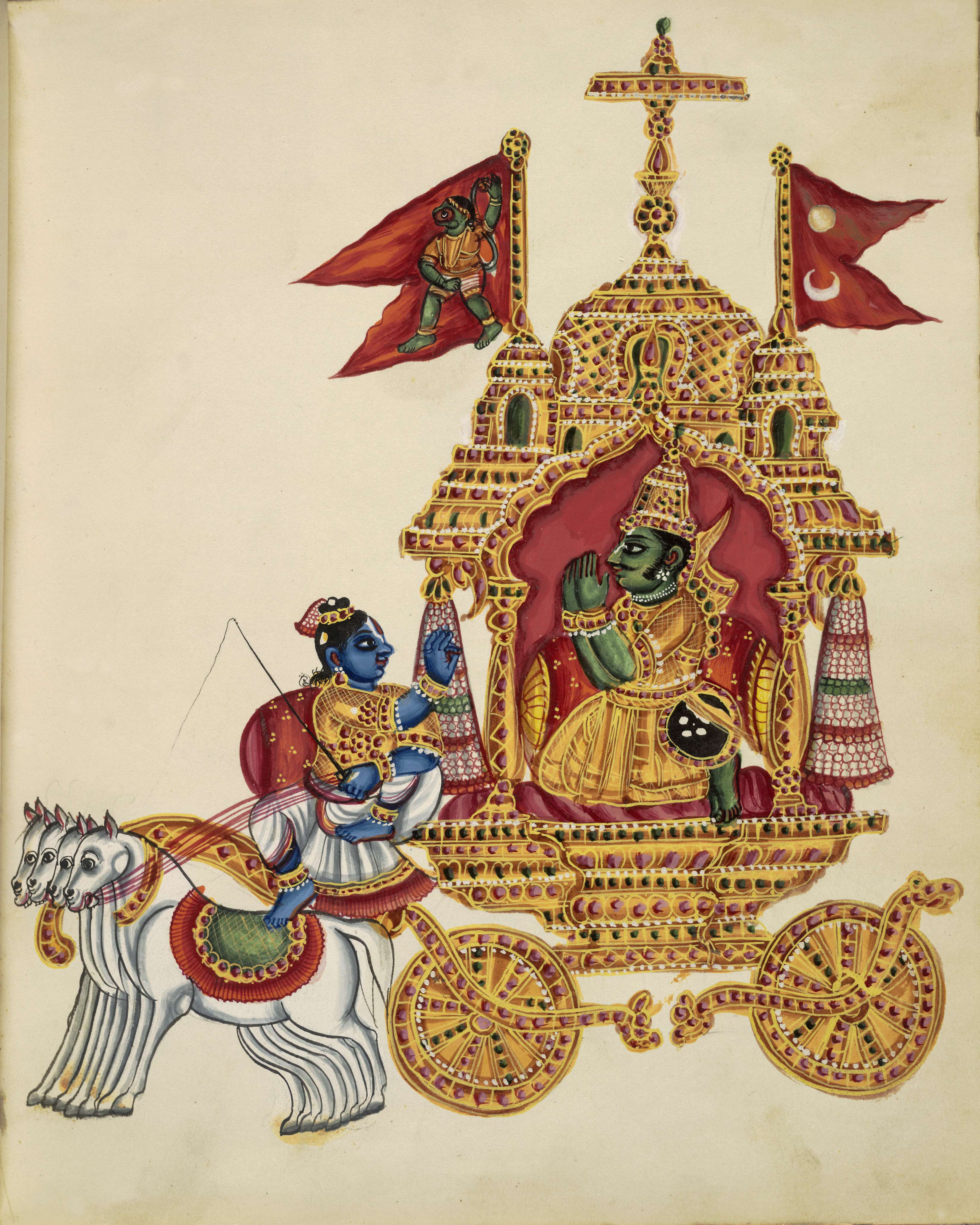
Arjuna assiso sul carro ascolta devoto l'insegnamento del suo auriga e amico, il dio Kṛṣṇa. Da notare in alto a sinistra lo stendardo con l'effige di Hanumat ("Grandi mascelle"). Hanumat è il condottiero delle scimmie che, nel Ramāyana, aiuta Rāma a sconfiggere il sovrano di Laṅka, il demone Rāvaṇa. Nel Mahābhārata ha un ruolo decisamente minore, impegnandosi a proteggere Arjuna dopo uno scontro con il fratello Bhīma (cfr. MhB III, 147,9). Dipinto su carta del XIX secolo. Conservato al British Museum di Londra.

L'avvio del secondo  "canto" (adhyāya, "lettura"),  Sāṅkhya-yogaḥ ( "Il sāṅkhya") vede Arjuna preso da un profondo sconforto e "pieno di lacrime" (aśrupūrṇākula).
Il suo auriga e amico Kṛṣṇa (qui appellato come  madhusūdanaḥ, "uccisore del demone Madhu") lo sprona a riprendersi e a non abbandonarsi alla viltà (kaśmala, "pusillanimità").
Arjuna replica all'amico come non possa scagliare le frecce contro i suoi maestri, Bhīṣma e Droṇa. Se dovesse uccidere i suoi parenti schierati nel campo avversario potrebbe infatti non aver più voglia di vivere. Tale angoscia, sostiene Arjuna, non gli passerebbe nemmeno se conquistasse la regalità sugli dèi, quindi l'eroe dei Pāṇḍava si risolve a non combattere (II,9).
A partire dal verso 11 del secondo "canto" si avvia l'ammaestramento di Kṛṣṇa, qui appellato come Hṛṣīkeśa, ad Arjuna.
L'auriga e amico riconosce ad Arjuna che esprimere pietà per i nemici vuol dire pronunciare parole sagge (prajñā-vādāṃ), eppure i paṇḍita (i "saggi", gli "eruditi") non provano pietà (ānuśocanti, "non si lamentano") né per i vivi, né per i morti. Questo perché:
(Bhagavadgītā II, 12-13; trad. Gnoli)
Qui la nozione espressa da Kṛṣṇa si riferisce al dehin, sostantivo maschile sanscrito che indica una sostanza spirituale avviluppata in un corpo fisico (questo indicato dehe). Tale dehin, morto il corpo (lett. "al compimento", prāptir), assume un nuovo corpo (dehāntara).
Nel consegue (II,14) che il rapporto del corpo con il mondo fisico (mātrā, "materia") per mezzo del "contatto sensoriale" (mātrā-sparśās) produce il caldo e il freddo, il dolore (duḥkha) e il piacere (sukha), ma questo contatto  è instabile in quanto questi "appaiono e scompaiono" (āgamā/pāyinah), quindi vanno "tollerati" (titikṣasva, "sopportati"). Quindi:
sama-duḥkha-sukhaṃ dhīraṃ so 'mṛtatvāya kalpate»
(Bhagavadgītā II, 15; trad. Gnoli)
L'"immortalità" (amṛtatva) è quindi degna di colui che rimane impassibile di fronte ai successi come ai rovesci della propria esistenza, considerandoli allo stesso modo.
Se i corpi hanno una loro fine, ciò che li anima, ciò che in loro è incarnato è eterno:
(Bhagavadgītā II, 18-19; trad. Esnoul)
L'anima incarnata (dehin) cambia i corpi in cui si incarna come un uomo cambia i propri vestiti (II, 22). Le armi non la feriscono, il fuoco non la brucia, l'acqua non la bagna, il vento non l'asciuga.
L'anima incarnata (II, 23) è al di la di qualsivoglia apparenza (II, 25) quindi non occorre provare pietà per lei. Come è certa la morte per chi nasce, certa la nascita per chi muore, quindi non occorre provare pietà (II, 27).
Inoltre Kṛṣṇa invita Arjuna a rispettare i suoi doveri di kṣatra per cui non v'è bene migliore che la battaglia, ingresso per il cielo; rifiutarla invece porta a commettere "peccato", guadagnando il disprezzo degli uomini (II, 31-37).
Al verso 37 Kṛṣṇa spiega a Arjuna che finora gli ha esposto le ragioni per il Sāṅkhya, ma che ora procederà a descriverle secondo lo yoga.
I frutti di questa disciplina, lo yoga, non vanno mai persi e anche un piccolo sforzo acquisisce un grande valore, salvando dal pericolo.
Coloro che mancano di decisione (che hanno dubbi) posseggono un'intelligenza divisa e sono privi di uno scopo (II, 41).
Allo stesso modo coloro che perseguono i riti, seguendo alla lettera i Veda, al solo scopo di conseguire il "godimento" o "potere" saranno condannati a rinascere e non sono adatti allo yoga.
Quindi Kṛṣṇa invita Arjuna ad affrancarsi dai tre  guṇa che conducono a discriminare tra "piacere" e "dolore", il Dio invita l'amico a unificare i suoi giudizi e ad essere veramente sé stesso (II, 45).
Si è autorizzati a compiere azioni, ma non a goderne i frutti: non bisogna avere come motivazione delle nostre condotte i frutti delle stesse. Allo stesso modo in cui rinunciamo ai frutti delle nostre azioni dobbiamo rifuggire anche il rifiuto di queste (II, 47).